# Meat is murder
Meat is murder is het tweede studioalbum van de Britse alternatieve rockgroep The Smiths. Het album werd op 11 februari 1985 uitgebracht door Rough Trade Records en is het enige album van The Smiths dat de top van de UK Albums Chart bereikte. Rolling Stone plaatste het album op de 296ste plaats in hun lijst van de vijfhonderd beste albums aller tijden.

## Achtergrond
Na hun doorbraak besloten The Smiths het vervolg van hun gelijknamige debuutalbum zelf te produceren. Als geluidstechnicus werd Stephen Street ingehuurd, die ze hadden ontmoet tijdens de opnamesessie van het nummer Heaven knows I'm miserable now.
Meat is murder verscheen te midden van de turbulente regeringsperiode van premier Margaret Thatcher en is meer politiek geëngageerd dan hun vorige album. In zijn teksten spreekt zanger Morrissey zich uit tegen dieren- en kindermishandeling. De pro-vegetarische boodschap van het gelijknamige slotnummer zou een grote invloed hebben gehad op de verspreiding van het vegetarisme. Morrissey was al van kinds af aan vegetariër en forceerde zijn groepsleden om zijn voorbeeld te volgen. Bij solo-optredens van Morrissey gaat dit lied gepaard met afschrikwekkend beeldmateriaal van slachthuizen op de achtergrond.  Het nummer That joke isn't funny anymore werd de enige single van het album en bereikte slechts de 49e plaats in de UK Singles Chart.

## Nummers
Alle muziek en teksten zijn geschreven door Morrissey en Johnny Marr. 
| 1.                 | The headmaster ritual         | 4:52 |
| 2.                 | Rusholme ruffians             | 4:20 |
| 3.                 | I want the one I can't have   | 3:14 |
| 4.                 | What she said                 | 2:42 |
| 5.                 | That joke isn't funny anymore | 4:59 |
| 6.                 | Nowhere fast                  | 2:37 |
| 7.                 | Well I wonder                 | 4:00 |
| 8.                 | Barbarism begins at home      | 6:57 |
| 9.                 | Meat is murder                | 6:06 |
| Totale duur: 39:46 |                               |      |

De Amerikaanse versie van het album bevat eveneens het nummer How soon is now?, tussen That joke isn't funny anymore en Nowhere fast.

## Bezetting
- Morrissey – zang
- Johnny Marr – gitaar, piano
- Andy Rourke – basgitaar
- Mike Joyce – drumstel
- The Smiths – producent
- Stephen Street – geluidstechnicus